# Vingegård Gods
Vingegård Gods, er en hovedgård beliggende ca. 1 km nordøst for landsbyen Vinge i Nørre Vinge Sogn, Sønderlyng Herred, Tjele Kommune. Gården er kendt siden 1400-tallet, og muligvis nedbrændt under Grevens Fejde. Hovedbygningen er fra 1835, med tilbygninger fra 1865.
Vingegård Gods er på 320 hektar

## Ejere af Vingegård
- (1447-1497) Ove Tagesen Reventlow
- (1497-1520) Jak Ovesen Reventlow
- (1520) Kirsten Ovesdatter Reventlow gift Kruse
- (1520-1530) Enevold Kruse
- (1530-1560) Christopher Kruse
- (1560-1595) Enevold Kruse
- (1595-1610) Tyge Kruse
- (1610-1613) Enevold Kruse
- (1613-1625) Maren Enevoldsdatter Kruse / Christopher Kruse
- (1625-1632) Karen Lange gift Below / Iver Juul
- (1632-1640) Gunde Rostrup
- (1640-1644) Palle Rodsteen
- (1644-1647) Claus Dyre / Anders Bille
- (1647-1656) Kronen
- (1656-1668) Erik Lauridsen Grubbe
- (1668-1692) Rasmus Iversen
- (1692-1698) Jørgen Arenfeldet
- (1698-1737) Gert Didrik von Levetzau
- (1737-1767) Christian Ditlev von Lüttichau
- (1767-1801) Hans Helmuth von Lüttichau
- (1801-1809) Christian Ditlev von Lüttichau
- (1809-1824) Ida von Bülow gift von Lüttichau
- (1824-1857) Hans Helmuth von Lüttichau
- (1857-1911) Christian Ditlev von Lüttichau
- (1911-1921) Hans Helmuth von Lüttichau
- (1921-1963) Christian Ditlev von Lüttichau
- (1963-1964) Hans Helmuth von Lüttichau
- (1964-1979) A. Thomsen
- (1979-2004) Dorthe Junker Thomsen
- (2004-) Dorthe Junker Thomsen / Hugo Pedersen

|  | Denne artikel om en bygning eller et bygningsværk kan blive bedre, hvis der indsættes et (bedre) billede. Du kan hjælpe ved at afsøge Wikimedia Commons for et passende billede eller lægge et op på Wikimedia Commons med en af de tilladte licenser og indsætte det i artiklen. |

56°32′8″N 9°40′34″Ø / 56.53556°N 9.67611°Ø